# Little Miss Nobody
Little Miss Nobody er en amerikansk stumfilm fra 1917 af Harry F. Millarde.

## Medvirkende
- Violet Mersereau som Bonnie
- Clara Beyers som Elinor Grenville
- Helen Lindroth som Charlotte Wharton
- Sidney Mason som Arthur Wharton
- Dean Raymond som George Grenville